# Sunweb-Napoleon Games Cycling Team/Saison 2013
Dieser Artikel listet Erfolge und Fahrer des Radsportteams Sunweb-Napoleon Games in der Saison 2013 auf.

## Erfolge im Cyclocross 2012/2013
| Datum        | Rennen                                         | Fahrer           |
| ------------ | ---------------------------------------------- | ---------------- |
| 18. Oktober  | Kermiscross, Ardooie                           | Klaas Vantornout |
| 21. Oktober  | UCI-Weltcup, Tábor                             | Kevin Pauwels    |
| 21. Oktober  | Grand Prix de la Commune de Contern, Contern   | Jim Aernouts     |
| 25. November | Superprestige Gieten, Gieten                   | Klaas Vantornout |
| 8. Dezember  | Scheldecross, Antwerpen                        | Kevin Pauwels    |
| 23. Dezember | UCI-Weltcup, Namur                             | Kevin Pauwels    |
| 1. Januar    | bpost bank Trofee - Grote Prijs Sven Nys, Baal | Kevin Pauwels    |
| 6. Januar    | UCI-Weltcup, Rom                               | Kevin Pauwels    |
| 13. Januar   | Belgische Meisterschaft, Mol                   | Klaas Vantornout |
| 14. Januar   | Cyclocross Otegem, Otegem                      | Klaas Vantornout |
| 9. Februar   | bpost bank Trofee - Krawatencross, Lille (U23) | Tim Merlier      |
| 16. Februar  | Superprestige Middelkerke, Middelkerke         | Klaas Vantornout |

## Abgänge – Zugänge
| Zugänge                        | Team 2012      | Abgänge                          | Team 2013         |
| ------------------------------ | -------------- | -------------------------------- | ----------------- |
| Braam Merlier                  | Neoprofi       | Karel Hník                       | Etixx-iHNed       |
| Yorben Van Tichelt             | Neoprofi       | Sven Beelen                      | Melbotech ProRace |
| Toon Wouters                   | Neoprofi       | Stef Boden                       | Unbekannt         |
| Gianni Vermeersch (ab 1. Juni) | BKCP-Powerplus | Matthias Bossuyt                 | Unbekannt         |
|                                |                | Toon Wouters (bis 28. Juni)      | Karriereende      |
|                                |                | Tijmen Eising (bis 8. September) | Unbekannt         |

## Mannschaft
| Name               | Geburtstag        | Nationalität |
| ------------------ | ----------------- | ------------ |
| Jim Aernouts       | 23. März 1989     | Belgien      |
| Vinnie Braet       | 12. August 1991   | Belgien      |
| Braam Merlier      | 11. Februar 1994  | Belgien      |
| Tim Merlier        | 30. Oktober 1992  | Belgien      |
| Kevin Pauwels      | 12. April 1984    | Belgien      |
| Yorben Van Tichelt | 12. Juli 1994     | Belgien      |
| Klaas Vantornout   | 19. Mai 1982      | Belgien      |
| Gianni Vermeersch  | 19. November 1992 | Belgien      |